# Dig Down
《Dig Down》是一首英国另类摇滚乐队缪斯乐队的和麦克·埃利佐多（Mike Elizondo）协同制作的一首单曲，于2017年5月18日发布。是即将发售的乐队的第八张录音室专辑的特色曲目。这首歌第一次出现在在英国单曲下载排行榜时的排名是94名。

## 背景
MUSE从2017年5月初就开始暗示会有新歌发布。做出了一些例如分享照片和视频片段的举动。在2017年5月11日宣布发布这首音轨。"Dig Down" 的MV随音轨于2017年5月18日一起发布。在说到写这首歌的时候，MUSE乐队的主导者馬修·貝勒米解释说“我正在寻找办法去抵制世界当今的消极，并给予人们灵感，乐观和希望，让他们去为了他们相信的理由去奋斗——这就是说，作为一个个人我们可以改变世界，当我们想改变它的时候”。音乐媒体 Consequence of Sound 下的Michelle Geslani描述这首歌为“一首有突突声的，只使用很少的种类的鼓点的单曲，有一种迷惑摇滚的味道”。

## 音乐视频
"Dig Down"的音乐视频于2017年5月18日和音轨一起发布。导演是兰斯·德雷克（Lance Drake），这个视频另一个特色是有模特兼活动家劳伦·瓦瑟（Lauren Wasser）的出演。埃利亚斯·莱特（Elias Light）在滚石杂志上描述道“她从一个高度安保的楼房中杀出一条路。”、一个“袭击性质的，充满功夫的”视频、“劳伦·瓦瑟所饰演的角色，在人数对比上至少有20比1，手对手的打败了一大堆攻击者”。说到这个视频的制作，兰斯·德雷克（Lance Drake）解释道，“当我听到这首歌的时候，我就知道应该配一个充满动作叙事的（视频），我也久闻劳伦·瓦瑟（Lauren Wasser）之名至少一年多了，我读了她的故事，然后她给了我个人以灵感，所以我经常想请她拍个视频。这首歌的力量让我想到了她，所以我写这个视频的的剧本是以她的故事和她如何战胜各种困难的历史为基础的。”

## 现场视频
MUSE的官方YouTube频道在2017年6月5日上传了一个官方现场视频。这条视频，导演是汤姆·柯克（Tom Kirk），在纳什维尔于2017年6月3日录制。